# Escuinapa
Escuinapa é um município do estado de Sinaloa, no noroeste do México. O assento principal é Escuinapa de Hidalgo. Antigamente, o território era habitado por povos astecas que fundaram uma cidade chamada Ahuchén. Devido a problemas de saúde e roubos, os moradores imigraram duas vezes até estabelecerem a cidade de Izquinapa, atual Escuinapa.